# BIG-4
『BIG-4』（ビッグ フォー）は著者・大楽絢太、イラスト・ワダアルコのライトノベル。富士見ファンタジア文庫（富士見書房）より2011年11月から2013年4月まで刊行された。

## 登場人物
知の山田
何故か魔界の四天王になっていた高校生。元の世界に帰るために仕方なく「人類抹殺計画」会議に参加する。
雷のアーディンブルグ
勝手にリーダーを名乗るものの「人類抹殺計画」についてはやる気がない。通称はアディ。
雪のヴォルフォレカ
気が小さくおどおどした話し方をする、四天王の一人。ただし言っていることは割と正論。通称はユキ。巨乳。
焔のイグナレス
四天王のひとり性別不明。無口でゲームに嵌っている。

## 既刊一覧
| タイトル | タイトル                                                             | 発売日         | ISBN          |
| -------- | -------------------------------------------------------------------- | -------------- | ------------- |
| 1        | BIG-4 ぼくの名前は山田。目覚めたら四天王になってました。             | 2011年11月19日 | 9784829137024 |
| 2        | BIG-4 2.ククク……ついに勇者が現れたか。ってぼくの妹じゃねーか!?       | 2012年3月17日  | 9784829137420 |
| 3        | BIG-4 3.四天王選手権? 勝てるわけないだろ、ぼくはただの人間だぞ!?     | 2012年7月20日  | 9784829137833 |
| 4        | BIG-4 4.続・四天王選手権! くそ、たまには、ぼくもちょっと本気出すか!? | 2012年11月20日 | 9784829138236 |
| 5        | BIG-4 5.ぼくの名前は山田。気づいたら四天王が好きになっていました。   | 2013年4月20日  | 9784829138823 |